# Hydriomena autumnalis
Hydriomena autumnalis är en fjärilsart som beskrevs av Hans Ström 1783. Hydriomena autumnalis ingår i släktet Hydriomena och familjen mätare. Inga underarter finns listade i Catalogue of Life.